# Josef Vacke (virolog)
Josef Vacke (1. dubna 1929 Zdolbuniv – 14. července 2013) byl český zemědělský inženýr, specializoval se na choroby rostlin a ochranu hospodářských plodin před chorobami a škůdci.

## Život a dílo
Josef Vacke se narodil v roce 1929 ve Zdolbunivu na Ukrajině (Volyň). Po repatriaci v roce 1945 dokončil gymnaziální studia ve Zlíně a Žatci. V roce 1953 absolvoval Agronomickou fakultu Vysoké školy zemědělské v Praze a nastoupil jako agronom-fytopatolog do Výzkumného ústavu rostlinné výroby v Praze-Ruzyni.
Samostatnou vědeckou činnost Vacke započal studiem problematiky vlivu organominerálního hnojení na výskyt chorob u některých plodin. Od roku 1959 se specializoval na řešení ekonomicky závažné problematiky viróz a fytoplazmóz obilnin a pícních trav. Na území Československa zjistil a zevrubně popsal celkem osm virů a dvě fytoplazmy na obilninách a šest virů na pícních travách. Šlo vesměs o patogeny nové nebo na území bývalého Československa dosud nezjištěné. Ze zahraničních sběrů uskutečněných v Maďarsku, Polsku, Rumunsku, Německu a Švédsku identifikoval šest pro tyto státy nových virů. Mnohé jeho nálezy mají tedy světovou nebo evropskou prioritu.
Publikoval výsledky své vědecké činnosti ve 112 původních vědeckých sděleních, 32 odborných článcích, 4 statích v knižních publikacích a v 26 závěrečných výzkumných zprávách. Zásadní význam pro rozvoj vědního oboru mají jeho studie o epidemiologii, škodlivosti a rozšíření viru sterilní zakrslosti ovsa a metodika komplexní ochrany proti tomuto viru, který limitoval pěstování ovsa na Českomoravské vrchovině, dále identifikace a úplná charakterizace ve světě dosud nepopsaného viru zakrslosti pšenice a vypracování návrhu ochranných opatření. Řešil též otázky silného poškození semenářských porostů ovsíku vyvýšeného kmenem viru sterilní zakrslosti ovsa na našem území.
V sedmdesátých letech Vacke jako první v Evropě identifikoval virus modré zakrslosti ovsa a zjistil nový kmen fytoplazmy žloutenky aster jako původce kalamitního poškození jarních obilnin na Slovensku. Později identifikoval a charakterizoval virus mozaiky jílku, který izoloval z jílku a kostřavy, a popsal další patogeny nové na našem území — fytoplazmu světle zelené zakrslosti pšenice na pšenici a žitě, původce výrůstkové zakrslosti jílku, a virus mozaiky pšenice ozimé. V dalších výzkumných etapách popsal virus mozaiky sveřepu na obilninách a zjistil jeho hlavní přenašeče, identifikoval dva u nás nové viry na srze říznačce, a to viry mírné mozaiky a skvrnitosti srhy a virus mozaiky pýru na pšenici. Z hlediska praktické ochrany obilnin bylo významné jeho řešení problematiky odolnosti k virům sterilní zakrslosti ovsa, modré zakrslosti ovsa a zakrslosti pšenice včetně vypracování postupů testování odolnosti pěstovaného sortimentu a výsledky jeho prací z oblasti vztahů virus-vektor.
Věnoval se popularizační přednáškové činnosti a expertní činnosti pro odborníky šlechtitelských stanic, Státní rostlinolékařské správy a pro pěstitelskou praxi. O virových chorobách obilnin přednášel v rámci výuky na České zemědělské univerzitě v Praze a Jihočeské univerzitě v Českých Budějovicích, kde byl též školitelem řady diplomantů.